# Ə̃
Cette page contient des caractères spéciaux ou non latins. S’ils s’affichent mal (▯, ?, etc.), consultez la page d’aide Unicode.
Ə̃ (minuscule : ə̃), appelé schwa tilde, ou Ǝ̃ (minuscule : ǝ̃), appelé e culbuté, est un graphème utilisé avec la majuscule ‹ Ə̃ › dans l’écriture du hupda, ou moundang, et avec la majuscule ‹ Ǝ̃ › dans l’écriture du dan-gio, du tchourama.
Il s’agit de la lettre schwa ou E culbuté diacritée d’un tilde.

## Représentations informatiques
Le schwa tilde et le e culbuté tilde peuvent être représentés avec les caractères Unicode suivants :
- décomposé (latin étendu B, Alphabet phonétique international, diacritiques)[1],[2],[3] :

| formes    | représentations | chaînes de caractères | points de code | descriptions                                         |
| --------- | --------------- | --------------------- | -------------- | ---------------------------------------------------- |
| capitale  | Ə̃               | Ə◌̃                    | U+018F U+0303  | lettre majuscule latine schwa diacritique tilde      |
| minuscule | ə̃               | ə◌̃                    | U+0259 U+0303  | lettre minuscule latine schwa diacritique tilde      |
| capitale  | Ǝ̃               | Ǝ◌̃                    | U+018E U+0303  | lettre majuscule latine e réfléchi diacritique tilde |
| minuscule | ǝ̃               | ǝ◌̃                    | U+01DD U+0303  | lettre minuscule latine e culbuté diacritique tilde  |